# رود کمرون (بازیگر)
رود کمرون (انگلیسی: Rod Cameron؛ ۷ دسامبر ۱۹۱۰ – ۲۱ دسامبر ۱۹۸۳) یک هنرپیشه اهل کانادا بود.
از فیلم‌ها یا برنامه‌های تلویزیونی که وی در آن نقش داشته است می‌توان به خانم پارکینگتون اشاره کرد.